# Герб на Османската империя
Поради своя ислямски характер Османската империя няма гербова или хералдическа традиция. Вместо герб всеки султан на Османската империя има свой личен монограм или печат, наричан още тура, който е служел като герб и е аналог на гербовете на европейските монарси.
Едва през 19 век след западането на Османската империя и опитите за модернизация и европеизация османската държава се сдобива с герб. Окончателният вариант на османския герб е одобрен от султан Абдул Хамид II на 17 април 1882 г.
Одобреният облик включва 3 основни елемента: знамето на Анатолия и другите азиатски еялети, което е червено на цвят с бял полумесец; Румелия знаме – зелено на цвят с 3 бели полумесеца; най-отгоре на златно слънце е поставен зелен полумесец, а в него е вградена турата на действащия султан.
Някои графични елементи от герба на Османската империя се повтарят в неофициалната емблема на Турция.